# Jasaw Chan Kʼawiil II
Jasaw Chan Kʼawiil II (tại vị vào năm 869), là một nhà vua Maya của thành phố Tikal. Ông đã tại vị vào khoảng năm 869. Lăng mộ được liên kết với Jasaw Chan Kʼawiil II là Bia đá 11 và Bàn thờ 11.

Hình chữ của Jasaw Chan Kʼawiil II

Tại vị vào thời điểm mà Tikal đã suy tàn như một quyền lực chính trị và khu vực, Jasaw Chan Kʼawiil là người tại vị được biết đến cuối cùng của Tikal có thể nhận dạng được từ văn tự khắc còn sót lại. Tượng đài duy nhất được biết của ông là một tấm bia và bàn thờ, với một dòng chữ mang ngày cuối cùng của bất kỳ chưa hồi phục và giải mã trong Tikal. Được dán nhãn là Bia đá 11, lăng mộ của ông là cái duy nhất từ thời Cuối Cổ điển được tìm thấy tại Tikal, và chứa một hệ thống lịch đếm ngày dài của người Maya  của 10.2.0.0.0 3 Ajaw 3 Kej, tương quan với ngày 15 tháng 8 năm 869 theo lịch Gregorius.